# Luddpipa
Luddpipa (Henningsomyces puber) är en svampart som först beskrevs av Romell ex W.B. Cooke, och fick sitt nu gällande namn av D.A. Reid 1964. Enligt Catalogue of Life ingår Luddpipa i släktet Henningsomyces,  och familjen Marasmiaceae, men enligt Dyntaxa är tillhörigheten istället släktet Henningsomyces,  och familjen Porotheleaceae. Arten är reproducerande i Sverige. Inga underarter finns listade i Catalogue of Life.